# Vejprnický potok
Vejprnický potok je potok v okresech Plzeň-sever a Plzeň-město. Je to pravostranný přítok řeky Mže. Délka toku je 21,6 km. Plocha povodí měří 77,6 km².

## Průběh toku
Pramení jihozápadně od Heřmanovy Huti nedaleko Radějovic v nadmořské výšce cca 405 m. Teče převážně východním až severovýchodním směrem, protéká městem Nýřany a obcemi Tlučná a Vejprnice. Na svém dolním toku protéká Plzní. Zde se vlévá zprava do Mže na jejím 2,5 říčním kilometru v nadmořské výšce 305 m.

### Potoky v povodí Vejprnického potoka
- Vlkýšský potok
- Heřmanský potok
- Hlubočka
- Kbelanský potok
- Hněvnický potok

## Vodní režim
Průměrný průtok u ústí činí 0,17 m³/s.

## Fotografie

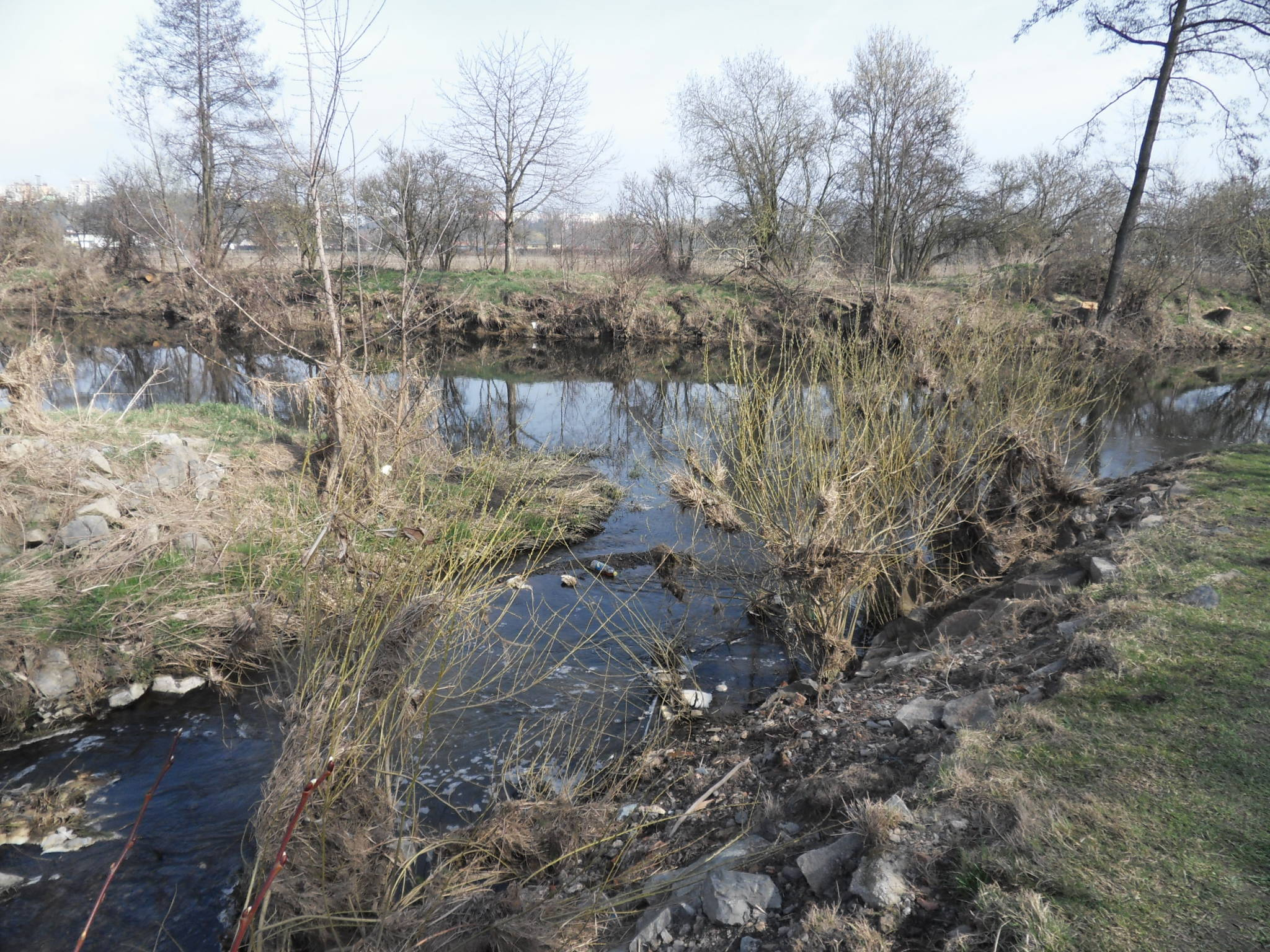
Vejprnický potok na soutoku se Mží
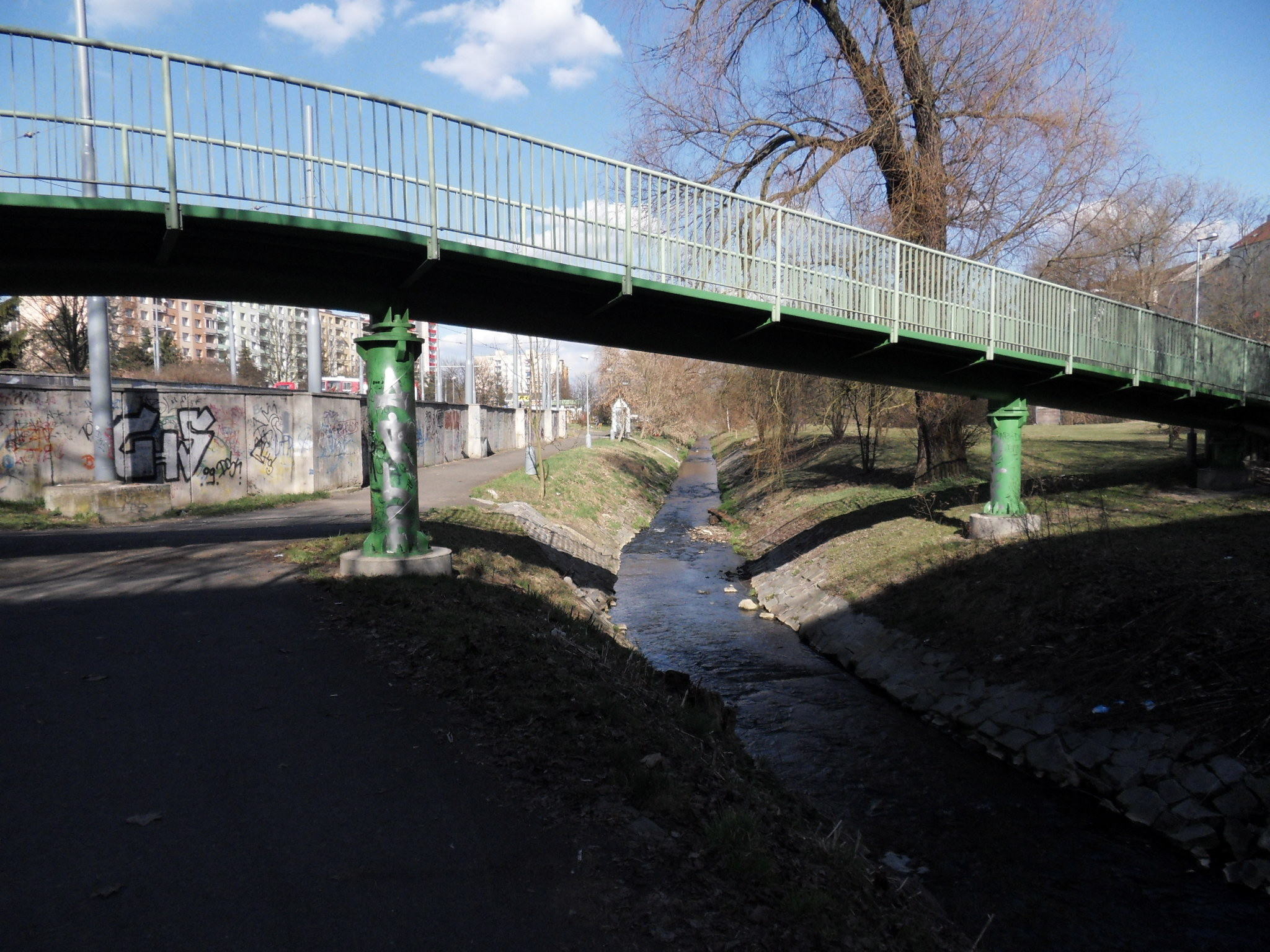
Vejprnický potok ve Skvrňanech (Plzeň)
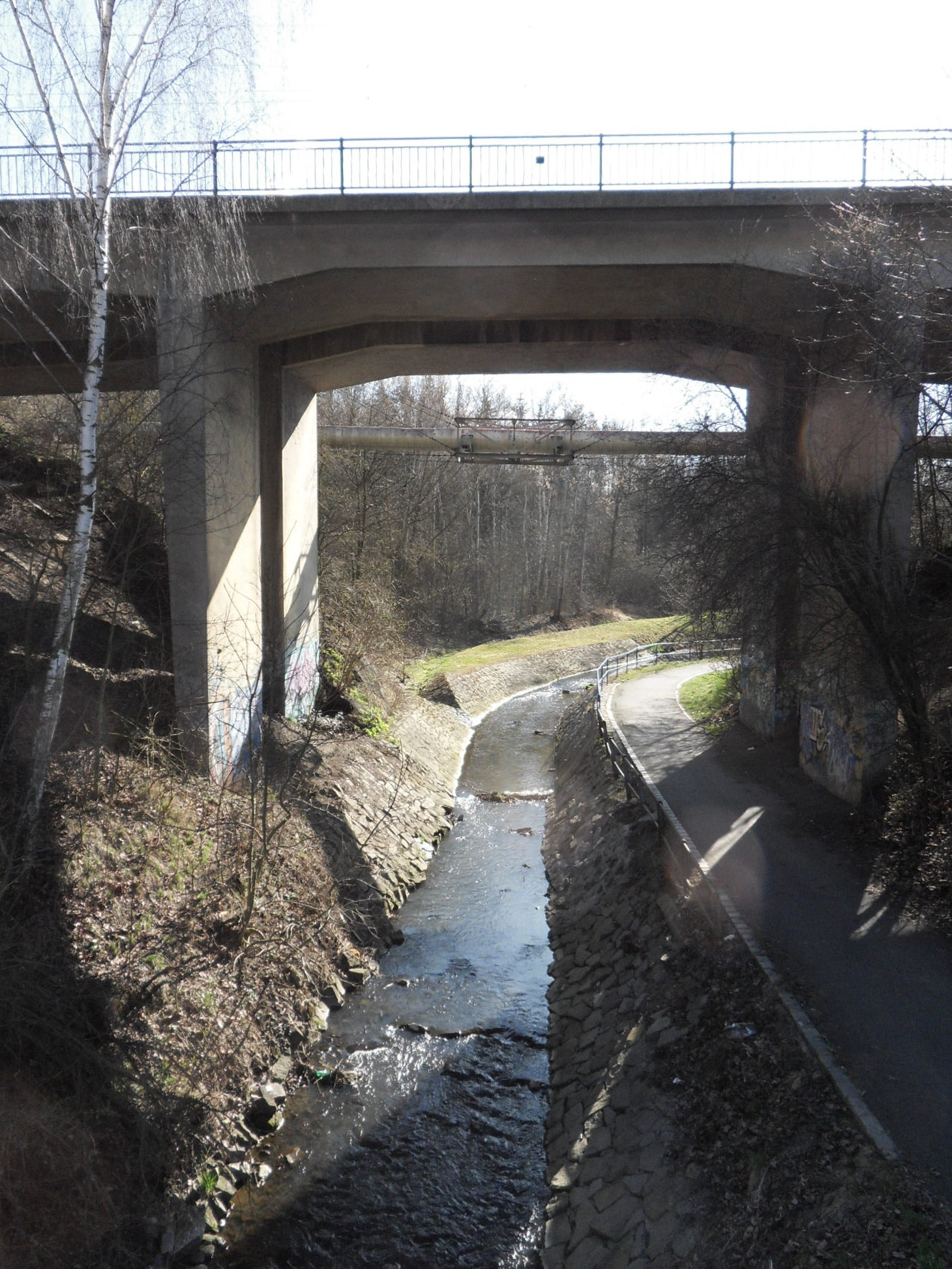
Most železniční trati Plzeň-Cheb přes Vejprnický potok